# 상천초등학교 (경북)
상천초등학교는 경상북도 의성군 금성면에 있었던 초등학교이다.

## 연혁
- 1951년 9월 1일 상천국민학교 설립 인가
- 1954년 4월 1일 상천국민학교 개교
- 1985년 3월 1일 병설유치원 개원
- 1996년 3월 1일 상천초등학교 개편
- 2003년 3월 1일 병설유치원 폐원
- 2010년 3월 1일 폐교 및 금성초등학교 통폐합